# تيمولاي أوفلا (تيمولاي أوفلا)
تيمولاي أوفلا هو دُوَّار يقع بجماعة تمولاي، إقليم كلميم، جهة كلميم واد نون في المملكة المغربية. ينتمي الدوّار لمشيخة تيمولاي أوفلا التي تضم 3 دواوير. يقدر عدد سكانه بـ 1328 نسمة حسب الإحصاء الرسمي للسكان والسكنى لسنة 2004.

## روابط خارجية
- البوابة الوطنية للجماعات الترابية نسخة محفوظة 12 مارس 2018 على موقع واي باك مشين.
- المندوبية السامية للتخطيط